# Topalihütte
Die Topalihütte ist eine Schutzhütte der Sektion Monte Rosa des Schweizer Alpen-Clubs (SAC). Sie befindet sich im Mattertal (Nikolaital) oberhalb von St. Niklaus (Zaniglas) auf 2674 m ü. M. am Fusse des Distelgrats (Distulgrat).

## Hütte
Die kubische Hütte wurde im Sommer 2002 von der Sektion Genf des SAC in modernem Baustil und mit Panoramafenstern am Standort der alten, durch einen Brand zerstörten Hütte, erstellt. Seit 2022 ist die Hütte im Besitz der Sektion Monte Rosa des SAC. Sie verfügt über 32 Schlafplätze mit Duvets und Kissen sowie Waschräume und Toiletten mit fliessend Wasser, aber keine Duschen. Hunde sind nicht erlaubt.
Von der 1500 Meter über dem vorderen Mattertal liegenden Hütte fällt der Blick auf die direkt gegenüberliegende Mischabelgruppe und im Südosten auf die Monte Rosa Gruppe. Sie gilt als Ausgangspunkt zur Besteigung der Barrhörner, die mit 3610 m ü. M. zu den höchsten Wandergipfeln der Alpen zählen. Für Alpinwanderer dient sie für Besteigungen oder als Etappenziel für anspruchsvolle Höhenwege und Querungen.
Die Topalihütte ist Etappenort der Matterhorntour (Tour de Cervin), des Topali-Weisshornwegs und der Via Valais Tour («Grand Tour du Trailrunning des Alpes Suisses»).
Während der unbewarteten Zeit ist ein Notraum geöffnet, wobei das Biwakmaterial (Isomatte, Schlafsack, Kocher, Kochutensilien) mitgebracht werden muss. Es sind keine Matratzen, kein elektrisches Licht und kein Wasser vorhanden. Reservationen sind nicht möglich und der Eintrag in das Winterhüttenbuch ist obligatorisch.

## Topalihüttenweg

### St. Niklaus Dorf – Schwiedernen und Naherholungszentrum
Vom Bahnhof St. Niklaus (1126,7 m ü. M.) der Strecke der Brig-Visp-Zermatt-Bahn der Matterhorn-Gotthard-Bahn begibt man sich Richtung Südwesten durch St. Niklaus Dorf vorbei am Bergführermuseum (1118,5 m ü. M.) zum Weiler Birchmatten, der mit St. Niklaus Dorf fast zusammengewachsen ist. Von dort wird der Weiler Schwiedernen über die kleine Strasse erreicht, die auf der linken Seite der Mattervispa im Weiler Birchmatten vom Senioren- und Pflegeheim (1117 m ü. M.) über Schwiedernen zum Weiler Mattsand führt. Von der Kapelle Schwiedernen (1164,4 m ü. M.) Richtung Osten gehend kann das Naherholungszentrum erreicht werden.

### Schwiedernen – Topalihütte (Topaliweg)
Von dieser kleinen Strasse, die im Weiler Birchmatten nach der Bahnunterquerung der linken Seite der Bahnlinie folgt, zweigt der Topaliweg auf der Südseite der Kapelle Schwiedernen (1164,4 m ü. M.) Richtung Westen zur Topalihütte (2674 m ü. M.) ab, die in vier bis fünf Stunden Gehzeit erreicht werden kann.
Nach dem Schutzwall bei der Wegverzweigung in einer Höhe von 1202,5 m ü. M. Richtung Süden gehend quert der Topaliweg vier Mal den Blattbach bzw. einen Zufluss des Blattbaches in 1694 m ü. M., in 2001 m ü. M., in 2040 m ü. M. und in 2432 m ü. M. Auf einer Höhe von 1360 m ü. M. geht es vorbei an der Abzweigung nach Bode (1905 m ü. M.). Nach der ersten Überquerung des Blattbaches führt der Topaliweg  in einer Höhe von 1914 m ü. M. an der Abzweigung nach Blatten (1906 m ü. M.) sowie Schilfgädi (2067 m ü. M.) und dann weiter unterhalb von Blattäbi vorbei, das sich auf 2092 m ü. M. befindet. Nach der zweiten Überquerung des Blattbaches und der Überquerung des Zuflusses des Blattbaches wird Unnerbächji erreicht, das auf einer Höhe von 2057 m ü. M. liegt. Von dort geht es mehr oder weniger dem Blattbach entlang auf eine Höhe von 2400 m ü. M., wo der Weg, der von Bode und Walkerschmatt (2139 m ü. M.) herkommt, auf den Topaliweg stösst. Nach der letzten Überquerung der Blattbaches wird die Topalihütte erreicht.

### Schwiedernen – Topalihütte und Gneisrissklettergarten Medji St. Niklaus VS
Nach diesem Schutzwall kann alternativ auch die Wegverzweigung (1202,5 m ü. M.) Richtung Norden genommen werden. Auf einer Höhe von 1635 m ü. M. wird Medji erreicht. Die 26 Routen des Gneisrissklettergartens Medji St. Niklaus VS, der sich auf eine Höhe von 1480 m ü. M. befindet, sind bis 90 Meter lang und zwischen 6a und 7b schwierig.
Von Medji in 1635 m ü. M. führt der Weg über Bode auf 1905 m ü. M. nach Walkerschmatt auf 2139 m ü. M. Hier wird das Gelände offener. Auf einer Höhe von 2400 m ü. M. vereinigt sich dieser Weg wieder mit dem Topaliweg, von wo die Topalihütte in fünfundvierzig Minuten Gehzeit erreicht werden kann.

## Weisshornweg
Die Topalihütte kann auch über den Weisshornweg
- in fünf bis sechs Stunden von Jungen[4]
- in vier bis fünf Stunden von Randa oder Herbriggen

erreicht werden.

## Übergang
- Die benachbarte Turtmannhütte kann auf einem weiss-blau-weissen alpinen Bergweg (T5) über den Schölligletscher und das Schöllijoch in 4 bis 5 Stunden erreicht werden.

## Gipfel
Die Topalhütte ist zentraler Ausgangspunkt für Hochtouren auf die Zwei-, Drei- und Viertausender der Weisshorngruppe wie
- das Schwarzhorn (2985 m),
- das Brunegghorn (3833 m, über Normalroute des Bruneggjochs (3365 m), Ostwand oder Nordwand),
- das Schöllihorn (3500 m ü. M., über Schöllijoch (3343 m ü. M.)),
- den Distelberg (3285 m),
- das innere Barrhorn (3583 m) und das äussere Barrhorn (3610 m), das der höchste Wandergipfel der Schweiz ist,
- den Gässispitz (3411 m),
- das innere Stellihorn (3410 m) und das äussere Stellihorn (3405 m) sowie
- das Bishorn (4153 m).